# نانبو، آئوموری
نانبو، آئوموری (به لاتین: Nanbu, Aomori) یک منطقهٔ مسکونی در ژاپن است که در Sannohe District واقع شده‌است. نانبو ۱۵۳٫۱۲ کیلومتر مربع مساحت و ۱۸٬۹۰۶ نفر جمعیت دارد.